# EniChem Agricoltura
L'EniChem Agricoltura S.p.A. è stata la controllata del gruppo EniChem operante nel settore della produzione e della commercializzazione dei prodotti chimici per l'agricoltura.

## Storia

### Origini
Sorta come settore dell'Anic, che nello stabilimento di Ravenna partendo dal metano, produceva ammoniaca e i suoi derivati (urea e nitrato ammonico), nacque ufficialmente nel 1984 a seguito della decisione dell'EniChem di creare società controllate per i rispettivi settori merceologici e produttivi.
Fu quindi potenziata con la formazione di un centro petrolchimico a Priolo con produzione di ammoniaca e derivati. Divenuta quindi società autonoma. Dal punto di vista commerciale puntò ad un accordo con la Federconsorzi e la sua capillare rete di consorzi agrari. In tal modo scalzò consistenti quote di mercato detenute dalle aziende private come la Montedison, che a sua volta aveva assorbito sia la Montecatini che la Sicedison (ex controllata Edison).

### Il confluimento in Enimont
Nel 1988 l'EniChem conferirà le attività della controllata EniChem Agricoltura alla neonata società Enimont (joint-venture tra Eni e Montedison). In seguito allo scandalo e al fallimento di quest'ultima (1991), le attività ritorneranno interamente sotto il controllo dell'EniChem.

### L'assorbimento delle attività Agrimont e Fertilgest
Dopo il fallimento dell'Enimont e la conseguente uscita della Montedison dal settore chimico, l'Enichem Agricoltura assorbì le attività già dell'Agrimont a Porto Marghera (Venezia), Ferrara e San Giuseppe di Cairo (SV), avendo come presidente Vittorio Mincato. Assorbì anche le residue produzioni di Fertilgest, società operativa per i fertilizzanti del gruppo Federconsorzi, con la quale era legata da stretti vincoli commerciali tramite la rete dei Consorzi Agrari, oggetto poi di una lunga istruttoria da parte dell'Autorità per la concorrenza e il mercato per l'accusa di abuso in posizione dominante. Gran parte dell'attività contestata era anteriore all'emanazione della legge che la vietava, mentre poi ben presto la Federconsorzi era finita in Concordato preventivo.

### La crisi
La caduta di Federconsorzi accelerò la crisi di Enichem Agricoltura: era perso il cliente di gran lunga più importante, con la sua capillare rete distributiva in tutta Italia. C'erano forniture non pagate per 150 miliardi di lire e c'era una pretesa della società di factoring, l'Agrifactoring di ripetere le operazioni non saldate da Federconsorzi pari a 471 miliardi di lire.
L'Unione europea, a sua volta, aveva aperto una istruttoria, sostenendo che i frequenti ripianamenti del capitale sociale, per coprire il cronico disavanzo, fossero in realtà una forma surrettizia di aiuto di stato non notificato, e pertanto illecito. EniChem Agricoltura ha dimostrato il rapido progresso del suo piano di risanamento, che aveva concentrato la produzione solo nei due stabilimenti di Ferrara e Ravenna, collegati da una tubazione per il trasporto dell'ammoniaca. La successiva cessione a Norsk Hydro permise la definitiva chiusura della procedura.

### La liquidazione
Il settore in cui operava la società era entrato in una crisi giudicata irreversibile. La produzione dei fertilizzanti azotati dipendeva in modo esclusivo dalla disponibilità a prezzi competitivi di grandi quantità di metano. La produzione dei fertilizzanti potassici e fosforici dalle miniere di tali minerali. In Italia, inoltre, la nuova sensibilità ai problemi ecologici aveva impedito le vecchie forme di smaltimento delle montagne di prodotti di rifiuto generati nei processi tecnologici. uno stabilimento come quello di Monte Sant'Angelo andò in crisi quando non fu permesso lo sversamento a mare dei sali sodici. Data l'impossibilità di ottenere ulteriori ripianamenti delle perdite (considerate dall'Unione Europea un aiuto di Stato non autorizzato) il gruppo Eni decise un radicale piano di dismissione degli impianti produttivi con la fermata di Porto Marghera, Priolo, San Giuseppe di Cairo e la concentrazione della produzione nell'asse Ferrara-Ravenna. In particolare a Ferrara era rimasto il principale polo italiano di produzione dell'ammoniaca, congiunto con un ammoniacondotto con l'unità produttiva di fertilizzanti azotati posta a Ravenna. Le attività furono cedute al gruppo internazionale Norsk Hydro, con sede in Norvegia.

## L'attività

### Sede sociale
Il gruppo Eni, per compensare la regione Siciliana delle soluzioni di favore per quello che riguarda le estrazioni petrolifere e le attività di raffinazione, promise che la sede legale di alcune consociate fosse posta a Palermo. La cosa era particolarmente gradita perché in tal modo le imposte dirette erano riscosse dalle esattorie siciliane, con grandi vantaggi nel riparto tra regione e Stato. Sulla base di tale logica la sede legale di Enichem Agricoltura fu posta a Palermo. La sede operativa fu invece a San Donato Milanese e per qualche periodo a Milano.

### Le società controllate
Le principali società controllate:
- Terni Industrie chimiche - stabilimento a Narni, in località Nera Montoro e produzione di ammoniaca e fertilizzanti
- Sariaf di Faenza, dove si producevano concimi speciali (linea Nutriplant).
- Isagro, per la produzione e la commercializzazione di fitofarmaci.
- Metapontum Agrobios, per le biotecnologie.
- Floramiata di Piancastagnaio, per la produzione florovivaistica di piante ornamentali.[11]
- Conserv di Tampa (Florida), per la produzione di concimi fosfatici.

L'Enichem Agricoltura aveva anche una partecipazione:
- del 40% della Siapa, mentre il 60% era detenuto da Federconsorzi. Era specializzata in insetticidi
- del 50% nell'ISAF di Gela mentre l'altra metà era detenuta dalla regione siciliana. Si occupava della produzione di fertilizzanti fosfatici.[12]

### Le unità dismesse di altre società
Anche quando era operativa, Enichem Agricoltura ha gestito tutta una serie di ex unità operative:
- Dalla gestione Agrimont, lo stabilimento di Porto Empedocle e il deposito acido solforico di Vado Ligure
- Da Fertilgest, gli stabilimenti di Portogruaro e di Montemarciano.
- Dalla SIR, gli stabilimenti di Carrara e di Avenza.

### Dati di bilancio
EniChem Agricoltura fu posta in liquidazione con delibera dell'assemblea straordinaria assunta in data 22 dicembre 1994, è controllata al 100% da una controllata dalla Eni Spa. Il suo fatturato è stato, negli ultimi tre esercizi, pari a 1.261, 1.227 e 1.002 miliardi di lire, a cui sono corrisposte perdite per 468, 840 e 803 miliardi di lire. Le perdite furono sempre coperte dall'azionista nell'ambito di una liquidazione volontaria solvente.